# Liste des ambassadeurs d'Estonie en Belgique
L’ambassadeur d'Estonie en Belgique est le représentant légal le plus important d'Estonie auprès du gouvernement belge.

## Ambassadeurs successifs
| Début                                                                              | Fin      | Ambassadeur           | Observations                                         |
| ---------------------------------------------------------------------------------- | -------- | --------------------- | ---------------------------------------------------- |
| 1921                                                                               | 1932     | Karl Robert Pusta     | En premier lieu, chargé d'affaires résident à Paris. |
| Interruption du fait de l'intégration de la RSS d'Estonie dans l'Union soviétique. |          |                       |                                                      |
| 1992                                                                               | 1996     | Clyde Kull            | -                                                    |
| 1996                                                                               | 1999     | Jüri Luik             | -                                                    |
| 1999                                                                               | 2003     | Sulev Kannike         | -                                                    |
| 2003                                                                               | 2008     | Malle Talvet-Mustonen | -                                                    |
| 2008                                                                               | 2009     | Karin Jaani           | -                                                    |
| 2010                                                                               | 2011     | Mariin Ratnik         | -                                                    |
| 2012                                                                               | 2017     | Gert Antsu            | -                                                    |
| 16 mai 2017                                                                        | en cours | Lembit Uibo           | -                                                    |

## Sources